# Mejor Jugador Joven de la Euroliga
El Mejor Jugador Joven de la Euroliga, también denominado Rising Star Award (estrella emergente), es el premio que recibe el jugador que se encuentra bajo la edad de 22 años el 1 de julio del verano antes de comenzar la temporada de la Euroliga. El galardonado con este premio es elegido por los entrenadores de la competición sobre la base de la actuación global que ha tenido durante todo el año en dicha competición.
Este premio se instauró en la temporada 2004-2005 y tres jugadores (Nikola Mirotić, Bogdan Bogdanović y Luka Dončić) han conseguido ganarlo en dos ocasiones. No se debe confundir con el galardón de "Jugador Joven del Año Europeo de la FIBA" que otorga FIBA Europa al mejor jugador europeo del año.

## Palmarés

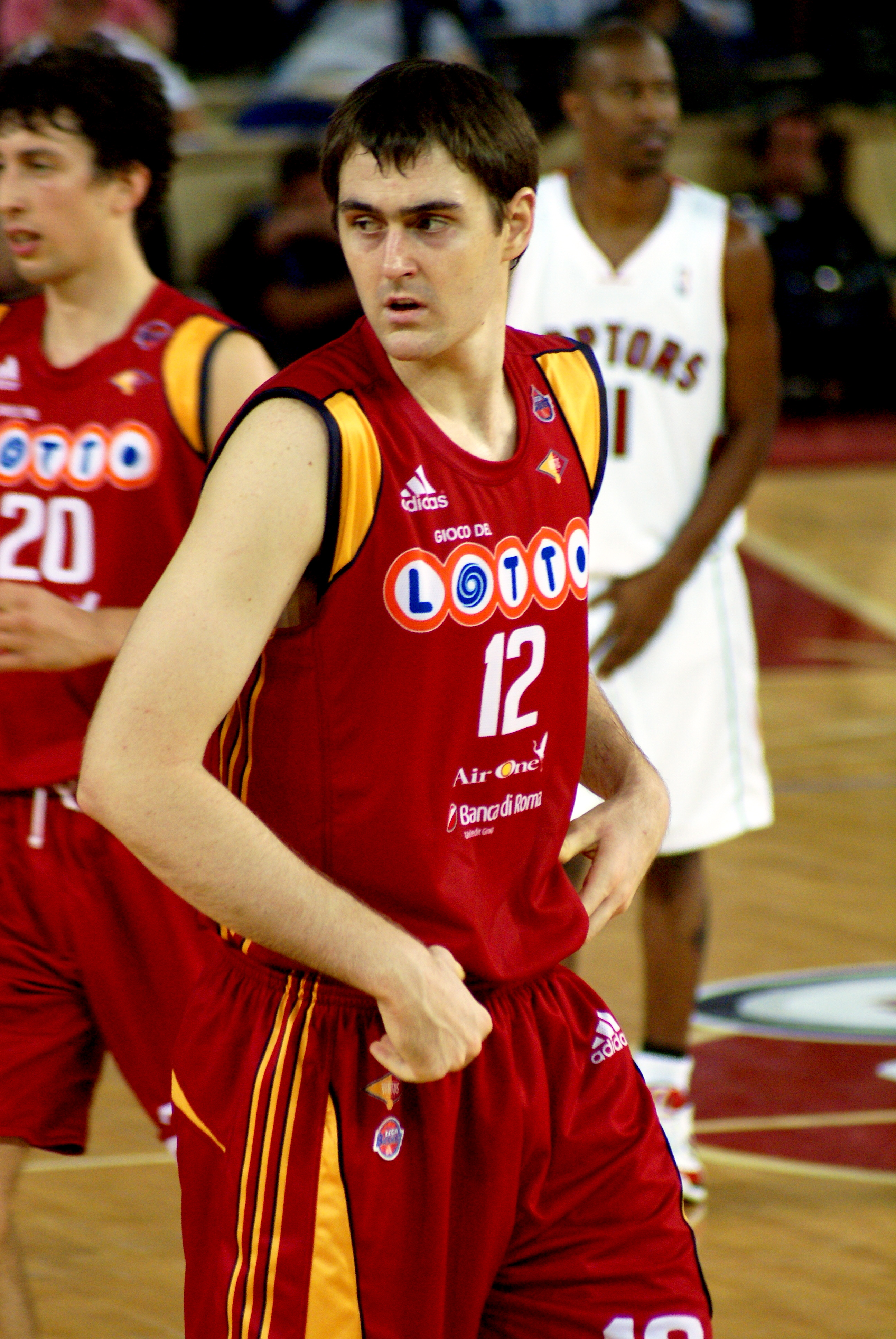
Erazem Lorbek, el primer ganador del Rising Star Trophy.

| Temporada | Nacionalidad | Jugador             | Equipo              | Ref.   |
| --------- | ------------ | ------------------- | ------------------- | ------ |
| 2002-2003 | Grecia       | Antonis Fotsis      | Panathinaikos       |        |
| 2004-2005 | Eslovenia    | Erazem Lorbek       | Climamio Bologna    |        |
| 2005-2006 | Italia       | Andrea Bargnani     | Benetton Treviso    |        |
| 2006-2007 | España       | Rudy Fernández      | DKV Joventut        |        |
| 2007-2008 | Italia       | Danilo Gallinari    | Armani Jeans Milano |        |
| 2008-2009 | Serbia       | Novica Veličković   | Partizan Belgrado   |        |
| 2009-2010 | España       | Ricky Rubio         | FC Barcelona        | [ 2 ]  |
| 2010-2011 | España       | Nikola Mirotić      | Real Madrid         | [ 3 ]  |
| 2011-2012 | España       | Nikola Mirotić      | Real Madrid         |        |
| 2012-2013 | Grecia       | Kostas Papanikolaou | Olympiacos          |        |
| 2013-2014 | Serbia       | Bogdan Bogdanović   | Partizan            |        |
| 2014-2015 | Serbia       | Bogdan Bogdanović   | Fenerbahçe Ülker    | [ 4 ]  |
| 2015-2016 | España       | Álex Abrines        | FC Barcelona Lassa  | [ 5 ]  |
| 2016-2017 | Eslovenia    | Luka Dončić         | Real Madrid         | [ 6 ]  |
| 2017-2018 | Eslovenia    | Luka Dončić         | Real Madrid         | [ 7 ]  |
| 2018-2019 | Georgia      | Goga Bitadze        | Budućnost VOLI      | [ 8 ]  |
| 2020-2021 | España       | Usman Garuba        | Real Madrid         | [ 9 ]  |
| 2021-2022 | Lituania     | Rokas Jokubaitis    | FC Barcelona        | [ 10 ] |
| 2022-2023 | Israel       | Yam Madar           | KK Partizan         | [ 10 ] |
| 2023-2024 | Italia       | Gabriele Procida    | ALBA Berlín         | [ 11 ] |
| 2024-2025 | Francia      | Nadir Hifi          | Paris Basketball    | [ 12 ] |